# Mary Ann Booth
Mary Ann Allard Booth (8 de setembre de 1843 – 15 de setembre de 1922) va ser una microscopista estatunidenca.

## Biografia
Booth Va néixer el 8 de setembre de 1843, a Longmeadow (Massachusetts) i els seus pares van ser Samuel i Rhoda Colton Booth. Va assistir a escoles públiques i a la Wilbraham Academy, una escola preparatòria per a seguir estudis universitaris). El seu pare era científic, i ella va heretar el seu interès per la ciència. A la seva casa de Springfield va tenir un laboratori molt ben equipat on preparava i guardava preparacions microscòpiques. Booth va viatjar molt pels Estats Units i Canadà, i es va interessar per la fotografia. Va preparar les micrografies que va utilitzar Rupert Blau (responsable de salut pública del Govern federal dels Estats Units) durant els seus esforços per aturar la pesta bubònica a San Francisco.
Booth va ser una de les primeres dones elegides membres de la Royal Microscopical Society britànica, el 1889. També va ser membre de l'Associació Americana per a l'Avanç de la Ciència, d'altres societats professionals i de l'organització Daughters of the American Revolution (Filles de la Revolució Americana).
Booth va destacar per la seva preparació de preparacions microscòpiques de diatomees i pol·len, i va rebre un Diploma d'Honor d'Entomologia (el departament de les dones) a ll'Esposició Universal de Nova Orleans (1884.1885). L'any 1916, Booth va donar una sèrie de micrografies seves al Museu d'Història Natural de Springfield.
Mary Annn Booth va morir el 15 de setembre de 1922.